# Колесніченко Світлана Костянтинівна
Світлана Костянтинівна Колесніченко (рос. Светлана Константиновна Колесниченко, нар. 20 вересня 1993) — російська спортсменка, спеціалістка з синхронного плавання, олімпійська чемпіонка 2016 року.

## Виступи на Олімпіадах
| Олімпіада           | Дисципліна | Місце |
| ------------------- | ---------- | ----- |
| Ріо-де-Жанейро 2016 | групи      | 1     |
| Токіо 2020          | дуети      | 1     |
| Токіо 2020          | групи      | 1     |

## Державні нагороди
- Орден Дружби (25 серпня 2016 року) — за високі спортивні досягнення на Іграх XXXI Олімпіади 2016 року в місті Ріо-де-Жанейро (Бразилія), виявлені волю до перемоги та цілеспрямованість[2].

## Зовнішні посилання
- Світлана Колесніченко — олімпійська статистика на сайті Sports-Reference.com (англ.) (архівна версія)